# Hans Severin Nyborg
Hans Severin Nyborg var en svensk fiolbyggare i Örkelljunga och Landskrona.

## Biografi
Nyborg bodde 1756 i Landskrona. Familjen bodde 1757 i Stora Hags bygge, Örkelljunga. Mellan 1759 och 1764 bodde familjen på Sjöborg i Västra Spång.

### Familj
Nyborg gifte sig 29 oktober 1756 i Örkelljunga med Elisabet Hörning, född 9 september 1734 i Örkelljunga. Hon var dotter till klockaren Andreas Hörning och Elisabeth Lindberg. De får tillsammans barnen:
- Johan Magnus Nyborg, född 30 april 1757 i Örkelljunga.[2]
- Ingebor Maria Nyborg, född 30 december 1759 i Örkelljunga.[3]
- Severin Nyborg, född 18 september 1762 i Örkelljunga.[4]

## Medarbetare
- 1760 - Sven Lundstedt, gesäll.
- 1764 - Ola, lärling.

## Fioler
- 1760 - Fiol.